# Couvent des Jacobins (rue Saint-Jacques)
Pour les articles homonymes, voir Couvent des Jacobins.
Il existait à Paris trois couvents de Jacobins (autre nom des Dominicains en France), qui étaient distingués par la rue où ils se trouvaient : le plus ancien dit le grand couvent des Jacobins ou couvent des Jacobins de la rue Saint-Jacques (d'où le nom de Jacobins attribué aux Dominicains en France, Jacques se disant Jacobus en latin) était un couvent dominicain fondé au début du XIIIe siècle, situé rue Saint-Jacques à Paris, au niveau de l'actuel no 158. Le second couvent, plus récent, fondé par les Jacobins réformés au début du XVIIe siècle, se trouvait rue Saint-Honoré. Le troisième couvent, dit aujourd'hui noviciat des Dominicains, fondé en 1632, se trouvait rue Saint-Dominique (partie absorbée par le boulevard Saint-Germain). 
Son activité d'enseignement formait le collège des Jacobins, un collège de l'ancienne université de Paris. Supprimé en 1790, ses bâtiments ont été démolis entre 1800 et 1849. 
Les Dominicains du couvent Saint-Jacques ont été rétablis en 1849 par le père Lacordaire à une nouvelle adresse, aujourd'hui au 20 de la rue des Tanneries, dans le 13e arrondissement de Paris.

## Situation
L'emplacement du couvent des Jacobins de la rue Saint-Jacques s'étendait entre les tracés actuels des rues Soufflot et Cujas. Il s'adossait initialement en grande partie sur l'enceinte de Philippe-Auguste, côté ville, entre les portes Saint-Michel et Saint-Jacques.

## Historique

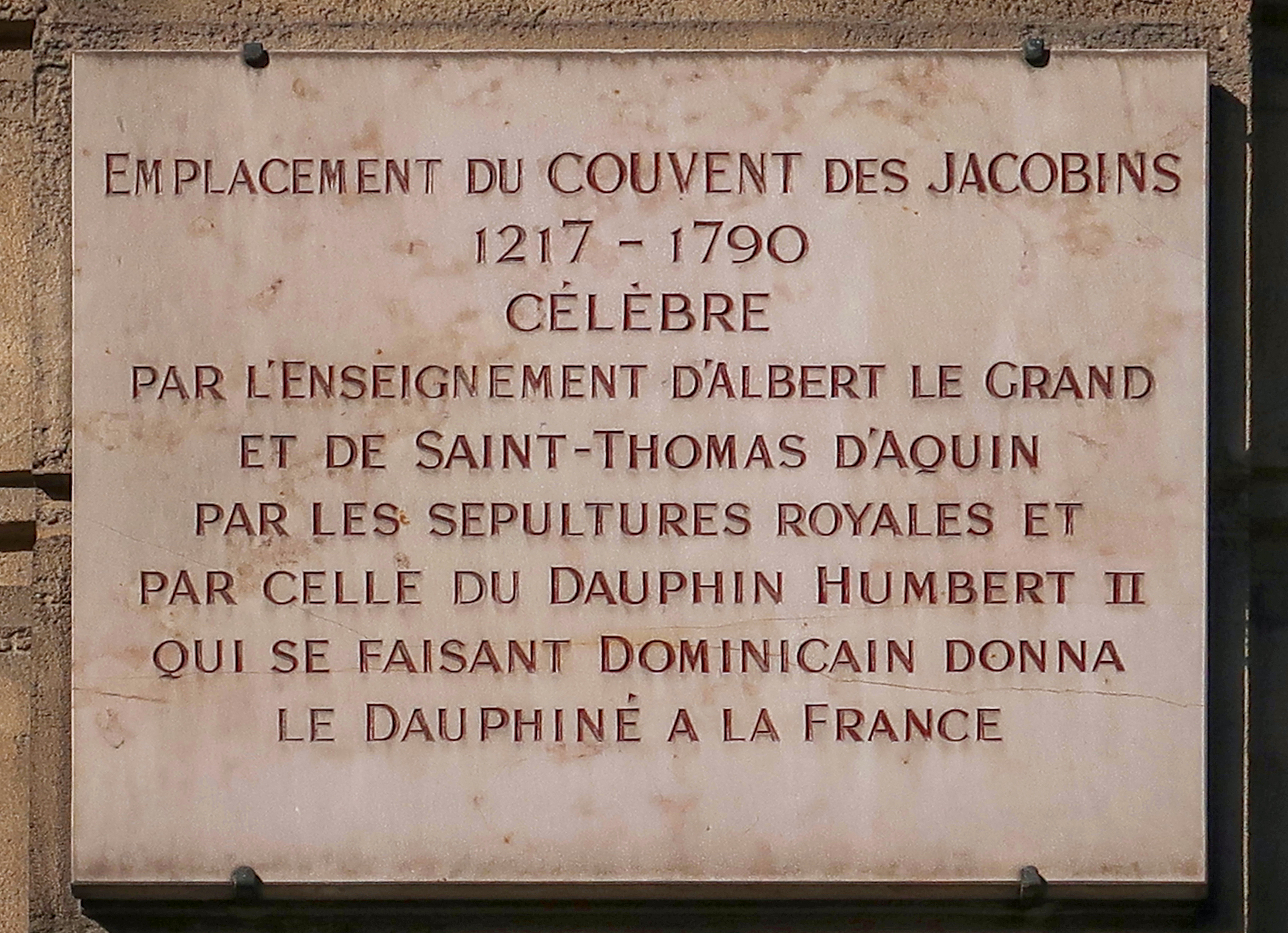
Plaque au no 14 de la rue Soufflot rappelant l'emplacement du couvent.

Sous la conduite de Mathieu de France et de Mannès de Guzmán, l’ordre des Frères prêcheurs s’établit à Paris en 1217 avec un groupe de sept frères envoyé par saint Dominique dans une maison située près de Notre-Dame.  En 1218, Jean Barastre, doyen de Saint-Quentin, leur fait présent d’une maison avec une chapelle, près des murs de la ville. Cette chapelle était la chapelle d'un hôpital pour les pèlerins, et était dédiée à saint Jacques le Majeur. Cette chapelle donna son nom à la rue Saint-Jacques, et c'est de là que vient le surnom de Jacobins donné aux Dominicains en France, car ils y eurent désormais leur principal couvent parisien.
Saint Louis comble les Jacobins de ses bienfaits : il fait achever l'église, bâtir le dortoir et les écoles. Cependant, à l'étroit près du mur de la ville et en concurrence foncière avec les Cordeliers, l'autre grand couvent-collège, les Jacobins parviennent à s'étendre au-delà de l'enceinte de Philippe-Auguste, en recevant en donation de Louis XII l'ancien parloir aux bourgeois et une ruelle qui courait le long du mur de la ville. 
En 1556, le don d'un riche bourgeois nommé Hennequin permet de reconstruire le cloître de ces religieux. La salle des exercices, connue sous le nom d'écoles Saint-Thomas, est quant à elle reconstruite en 1563. Quelques années avant la Révolution, cette salle accueille l'office divin car l'église, qui menace ruine, est fermée.
Le couvent des Jacobins de la rue Saint-Jacques est supprimé en 1790. Les bâtiments sont démolis entre 1800 et 1849.

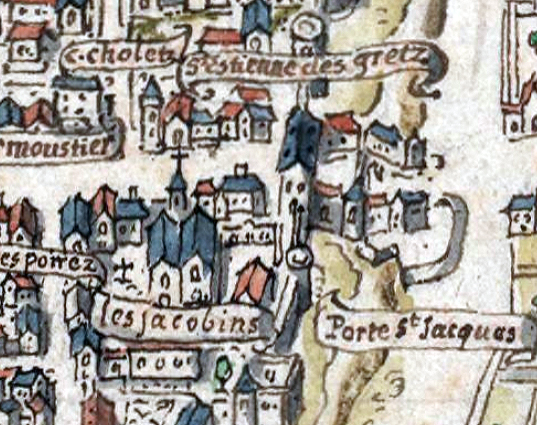
Les Jacobins sur le plan de la Tapisserie (1540).
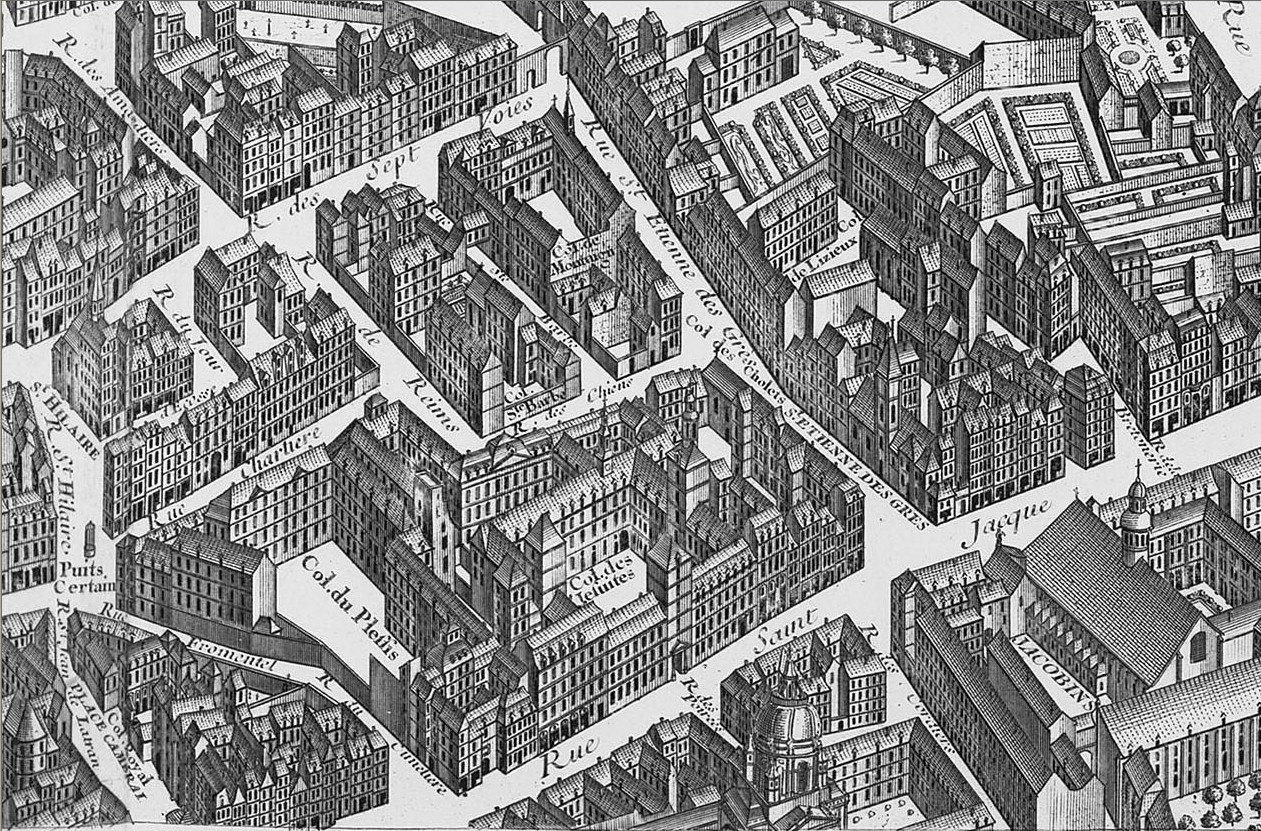
Détail du plan de Turgot montrant l'église des Jacobins s'ouvrant sur la rue Saint-Jacques (en bas à droite), en face du débouché de la rue Saint-Étienne-des-Grès (actuelle rue Cujas). Au premier plan, le dôme de la Sorbonne.
Plan de Paris vers 1300-1330.
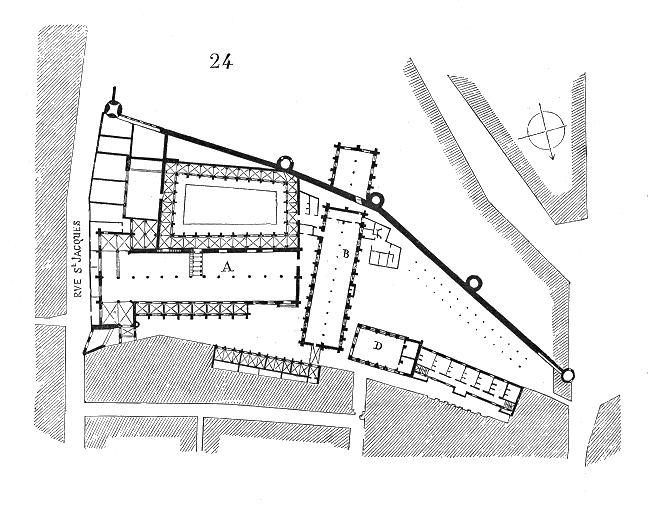
Plan du couvent des Jacobins de la rue Saint-Jacques, par Eugène Viollet-le-Duc. Légende - A : église ; B : réfectoire (avec de l'autre côté de l'enceinte le parloir aux bourgeois ) ; D : école Saint-Thomas.

## Architecture
Dès l'origine l'église fut divisée en deux nefs par une colonnade centrale, un parti architectural rare que l'on retrouve également dans les couvents dominicains de Toulouse et d'Agen datant de la même époque. L'église, de forme rectangulaire, faisait 20 mètres de largeur pour 83 mètres de longueur. L'alignement des douze colonnes n'étant pas situé au milieu de l'église, elles divisaient le vaisseau en deux nefs de largeur inégale, ce qui se répercutait sur l'aspect extérieur de l'église avec un toit aux pentes asymétriques (une particularité adoptée également au couvent de Toulouse avant son agrandissement du dernier quart du XIIIe siècle).
L'absence de voûte ainsi que de chapelles rayonnantes faisaient de l'église des Jacobins une église-halle. Huit chapelles furent accolées à son côté nord au XIVe siècle.

## Enseignants célèbres
- Albert le Grand
- Thomas d’Aquin
- Nicolas de Gorron

## Sépultures dans l'église
L'église des Jacobins était célèbre pour les sépultures qu'elle accueillait :

### Tombes royales et princières

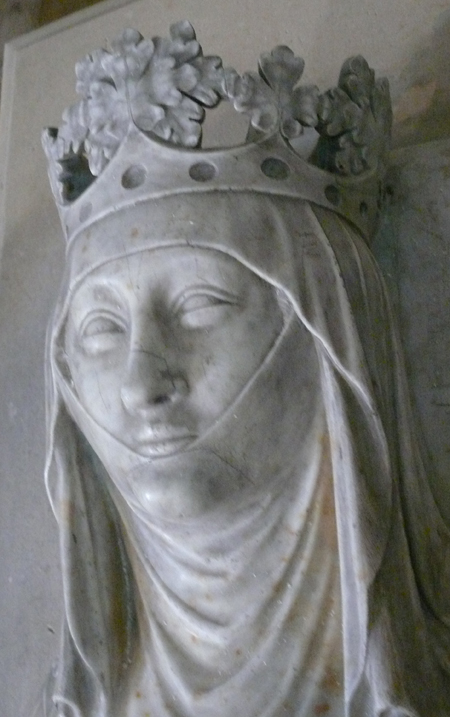
Gisant de la reine Clémence de Hongrie, qui se trouvait dans l'église des Jacobins.

- Charles de France, comte de Valois, fils de Philippe le Hardi, fondateur de la maison de Valois[8],
- Charles de Valois, comte d'Alençon, fils du précédent[8],
- Marie de La Cerda, seconde épouse du précédent[8],
- Agnès de Valois, septième fille de Jean le Bon,
- Louis de France, comte d'Évreux, fils de Philippe le Hardi,
- Marguerite d'Artois, épouse du précédent[8],
- Robert de France, comte de Clermont, fils de saint Louis, fondateur de la maison de Bourbon,
- Louis Ier, duc de Bourbon, fils du précédent,
- Marguerite de Bourbon, sœur du précédent, épouse du margrave Jean Ier de Namur,
- Pierre, duc de Bourbon, fils de Louis Ier,
- Louis de Beaujeu, fils puîné de Louis II, duc de Bourbon,
- Béatrice de Bourbon, fille de Louis Ier, épouse de Jean de Luxembourg puis de Eudes II de Grancey[9],
- Anne de Bourbon-La Marche, fille de Jean de Bourbon comte de La Marche et de Catherine de Vendôme,  comtesse de Vendôme et de Castres, épouse de Jean de Berry, comte de Montpensier, puis de Louis VII de Bavière.
- Philippe d'Artois, fils aîné de Robert II, comte d'Artois,
- Blanche de Bretagne, épouse du précédent,
- Gaston Ier, comte de Foix,
- Clémence de Hongrie, seconde femme du roi Louis X[8],
- le cœur du roi Philippe le Hardi, et fils de saint Louis.
- le cœur de Pierre de France, comte d'Alençon, cinquième fils de saint Louis,
- le cœur du roi Charles IV,
- le cœur du roi de Navarre Philippe d'Évreux, fils de Louis de France, comte d'Évreux,
- le cœur de la reine de Navarre Jeanne de France, épouse du précédent[10],
- le cœur du roi de Sicile Charles d'Anjou, frère de saint Louis[8].
- les entrailles du roi Philippe le Long
- les entrailles du roi Philippe de Valois.

### Autres tombes
- Humbert II, dernier Dauphin de Viennois,
- le cardinal Gui de Malsec,
- les dominicains Nicolas Coeffeteau et Noël Alexandre,
- Pierre de la Palude, patriarche de Jérusalem.
- Agnès d'Orchies, Jeanne La Bricharde et Jeanne Roumaine, toutes trois générales perpétuelles des Béguines de Paris
- les professeurs Jean Passerai et George Critton, écossais, docteur en droit civil et canonique, et professeur royal
- Nicolas de Paris, substitut du procureur-général du Parlement.
- Claude Dormy, évêque de Boulogne-sur-Mer,
- Pierre de Rostrenen, chambellan du roi Charles VII,
- le poète Jean de Meung, continuateur du roman de la Rose.
- Marguerite de Saint-Lambert, abbesse de Saint-Pierre-les-Dames de Reims († 10 janvier 1315).
- Le Maréchal de Navailles

## Œuvres contemporaines
- Le parement d'autel de l'église est une œuvre de l'artiste peintre Claude Lagoutte[11].

## Iconographie
- Plan gravé dans le marbre, exposé en l'église Saint-Étienne-du-Mont
- Plan de Turgot
- Gravure du couvent des Jacobins vers 1380 BnF
- Gravure du portail de l'église (1792) BnF
- Vue de l'église du couvent des Jacobins par Ransonnette d'après un dessin de Garnerey (Aubin-Louis Millin)

### Archives
- Bullaire, aux Archives nationales
  - Carton S 4229, années 1228 (n°39), 1231 (43), 1235 (n°44), titres de propriétés